# Invariante cuántico
En el campo matemático de la teoría de nudos, una invariante cuántico de un nudo o enlace es una suma lineal polinomio de Jones coloreados de presentaciones quirúrgicas del nudo complemento.

## Lista de invariantes
- Invariante de Kontsevich